# Johann I. von Egloffstein

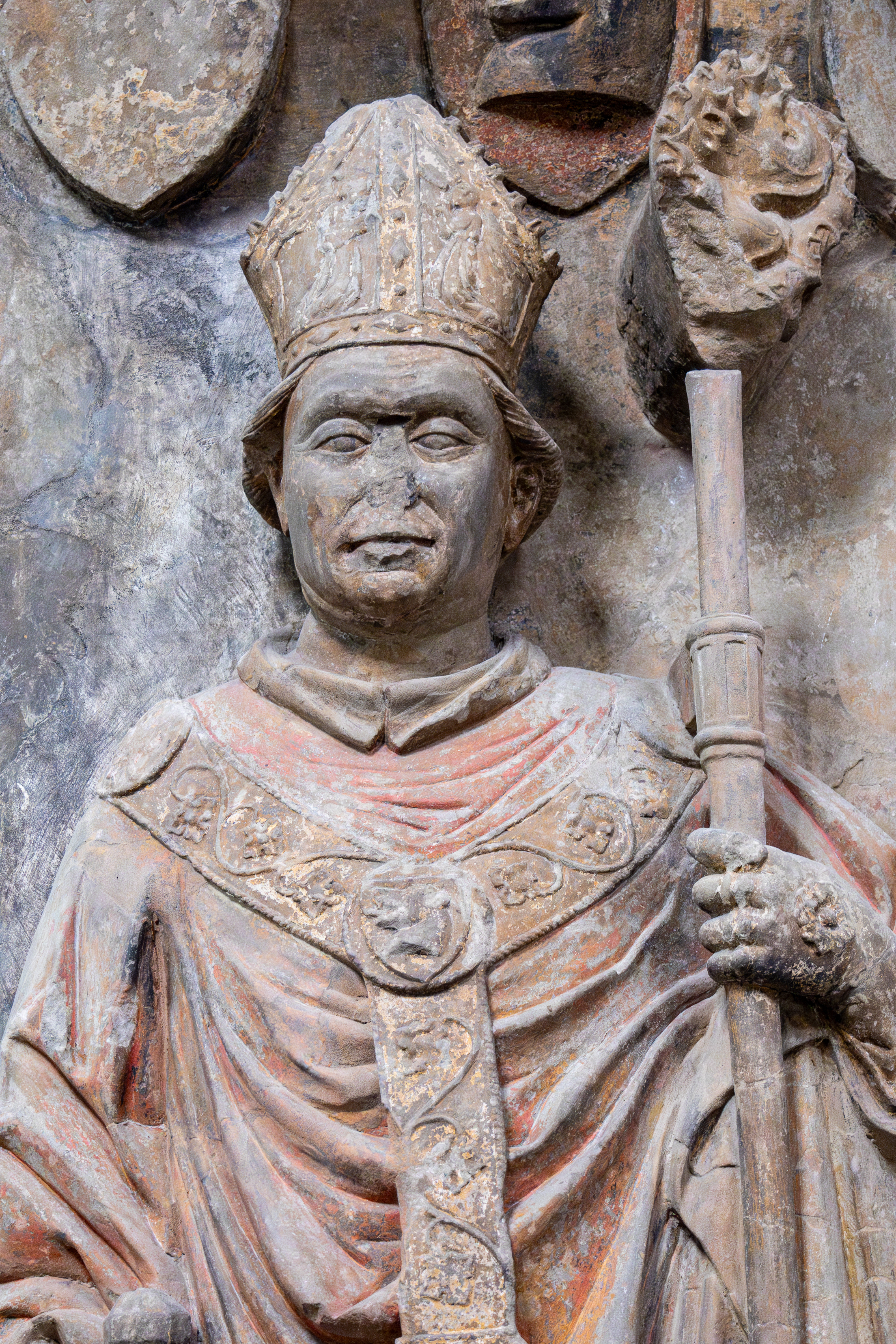
Darstellung des Fürstbischofs auf seinem Epitaph im Würzburger Dom

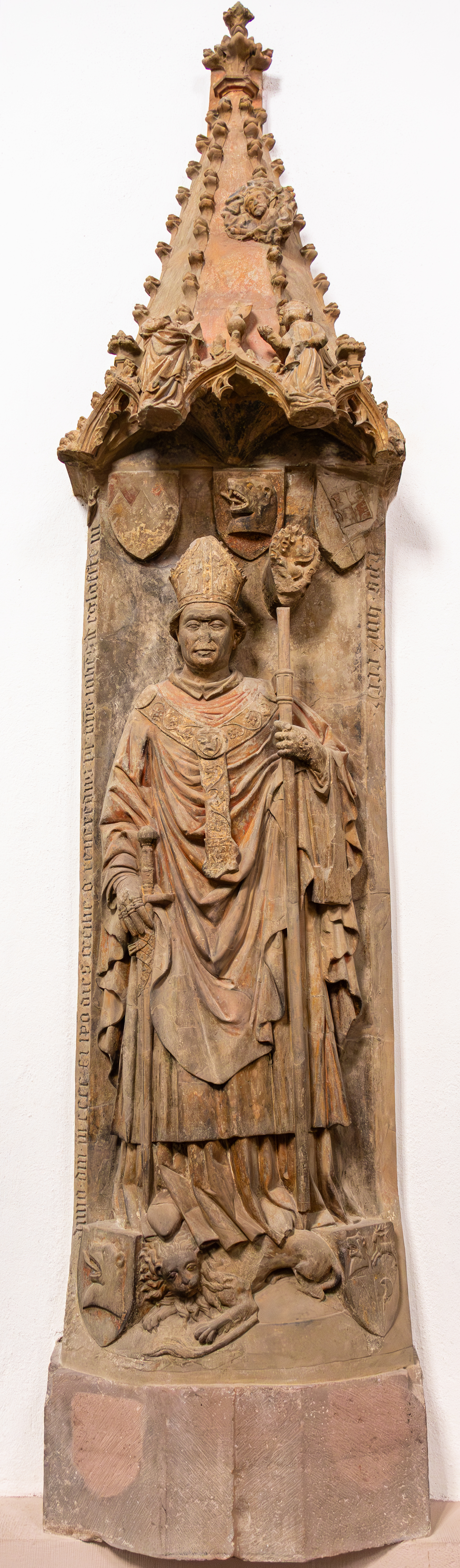
Epitaph im Würzburger Dom

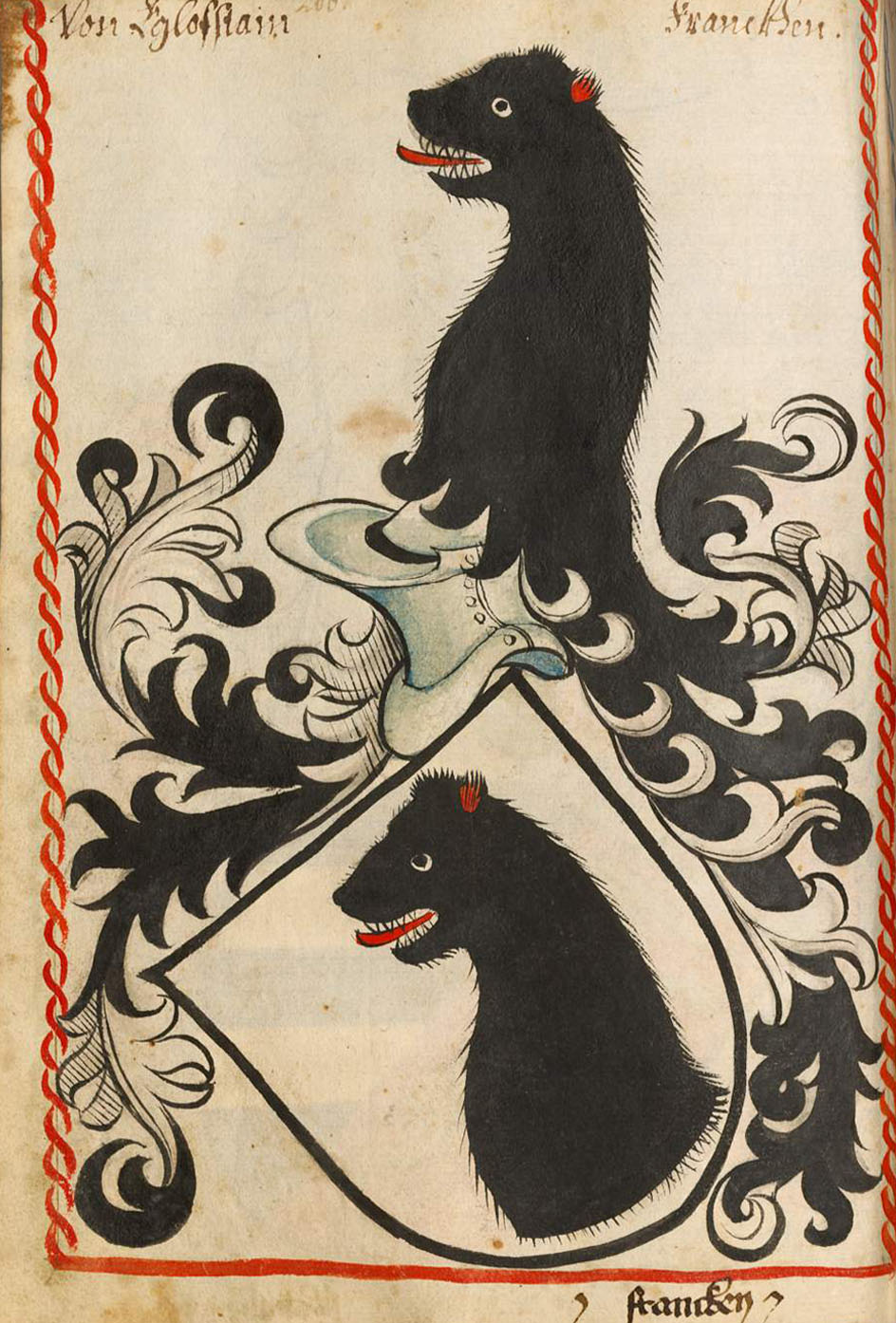
Egloffstein-Wappen im Scheiblerschen Wappenbuch von 1450

Johann I. von Egloffstein († 22. November 1411 in Forchheim) war von 1400 bis zu seinem Tod 1411 Fürstbischof von Würzburg. Er ist der Gründer der Universität Würzburg.

## Herkunft
Johann von Egloffstein stammte aus der fränkischen Adelsfamilie von Egloffstein. Seine Eltern waren Otto von Egloffstein und Osanna, eine geborene von Hirschberg. Sein Bruder Konrad von Egloffstein war Deutschmeister (1396–1416). Sein Bruder Hartung war Bamberger Domherr. Nach Lorenz Fries soll er noch einen weiteren Bruder namens Dietrich gehabt haben.

## Johann im fränkischen Städtekrieg 1397
Nachdem 1389/90 er an der Universität Heidelberg studiert hatte und akademische Grade erworben hatte , war Johann Mitglied im Domkapitel von Regensburg und Bamberg, später – spätestens ab 1396 – auch in Würzburg. Unter seinem Vorgänger Gerhard von Schwarzburg hat er als Dompropst in der Schlacht von Bergtheim die Armee der Stadt Würzburg und der anderen aufständischen Städte besiegt.

## Johann als Würzburger Bischof
Er wurde am 19. November 1400 zum Bischof gewählt. Bei der Wahl des Würzburger Bischofs kandidierte 1400 erstmals mit Eberhard (gestorben 1423) ein Vertreter des Wertheimer Grafenhauses. Da er die gleiche Stimmzahl erhielt wie sein Konkurrent Johann von Egloffstein, bat das Domkapitel König Rupprecht um Hilfe. Dieser entschied sich für Johann von Egloffstein, da dieser ihm Unterstützung gegen den abgesetzten König Wenzel zugesagt hatte. Im Rahmen seiner Finanz- und Verwaltungspolitik teilte er die Stadt Würzburg in vier Teile und vier Vorstädte auf, eine Einteilung, die lange beibehalten wurde.
Im Jahr 1402 erfolgte durch Johann I. die erste Gründung der Universität Würzburg. Päpstlich genehmigt wurde diese im Hof zum „Großen Löwen“ und im Domherrenhof zum „Katzenwicker“ untergebrachte „Hohe Schule“ am 10. Dezember 1402 durch Bonifatius IX.
Nach der Niederlage des Deutschen Ordens in der Schlacht bei Tannenberg von 1410 reiste Johann nach Preußen und beteiligte sich an den Friedensverhandlungen zwischen dem Orden und Polen. Zusammen mit seinem Bruder war er in Thorn unter den Bevollmächtigten des Deutschen Ordens, die den Ersten Frieden von Thorn zeichneten.
Seinen Einfluss im Bistum Würzburg suchte er über die territoriale Zuständigkeit des Würzburger Landgerichtes zu erweitern. Dies führte 1403 zu Spannungen mit der Burggrafschaft Nürnberg. 1408 einigte er sich mit den benachbarten Grafengeschlechtern Henneberg, Wertheim, Castell, Rieneck und Hohenlohe sowie auch mit der Ritterschaft.
1407 verbündete er sich mit dem Nürnberger Burggrafen Friedrich VI. gegen die Reichsstadt Rothenburg. Im Verlauf der Rothenburger Fehde wurden mehrere reichstädtische Burgen eingenommen.
Als die Schuldenlast des Bistums weiter zunahm, beklagte sich Johann beim Papst, dass er nicht einmal ein standesgemäßes Leben führen könne, und erhielt daraufhin die Erlaubnis, zusätzliche Abgaben zu erheben, nämlich einen geistlichen Zehnten für die Dauer von drei Jahren. 1403 und 1408 stellte er Freibriefe für Juden aus, vermutlich mit der Absicht, den Zuzug von Kapital zu begünstigen. Der Kämmerer des Kardinalskollegs, Bischof Heinrich von Tusculum, löste ihn 1406 von der Exkommunikation und verlängerte ihm die Zahlungsfrist. Deutlich andere Töne stimmte ein anderer Gläubiger, der Ritter Johann von Kronberg, an, der den Bischof vor das Freigericht zu den hunden vorlud, was durch das Einschreiten König Rupprechts unterbunden wurde.
Er starb 1411 in Forchheim. Gerüchten zufolge wurde der reformbestrebte Fürstbischof vergiftet. Das Domkapitel verfasste Spottverse auf seinem Epitaph, wie der Geschichtsschreiber Lorenz Fries berichtete. Das Grabmal ist heute nicht mehr vorhanden. Ein beschädigtes Wanddenkmal befindet sich im Würzburger Dom nächst dem Altar der Heiligen Drei Könige.